# Stratus

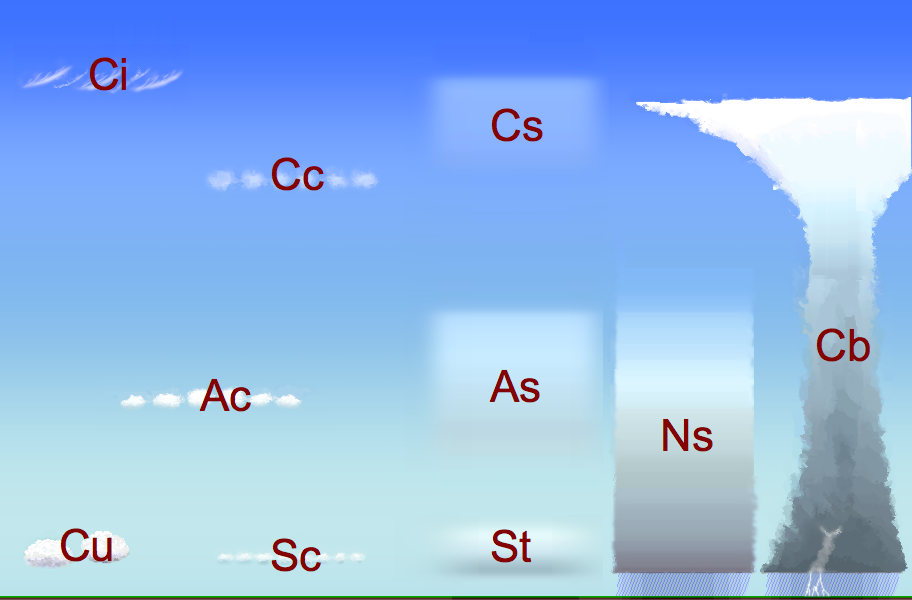
Mapa das nuvens. Nuvens Stratus são abreviadas como ST.

Stratus ou estratos são nuvens muito baixas (1000 a 2000m) de aspecto estratificado que cobrem largas faixas horizontais do céu, como um tapete com uma cor cinzenta mais ou menos uniforme. Por vezes estão na superfície como um nevoeiro. Quando se apresentam fracionadas são chamadas fractostratus (FS).
«Stratu» em latim significa «camada» ou «estrato». Formam-se sobretudo na baixa troposfera, em ar estável, e estão associadas a precipitação fraca ou moderada. Desde que a temperatura ambiente não seja demasiado baixa, são compostos por gotículas de água.
Formam uma camada inteiramente cinzenta com uma base bastante uniforme da qual pode cair uma chuva miudinha ou grãos de neve (por vezes, cai precipitação mais forte que se deve à existência de outras nuvens por cima da camada de stratus.) Formam-se em massas de ar estável, quando a umidade é baixa e a temperatura é relativamente alta. Parece um nevoeiro que não chega ao solo e, de facto, surge por vezes quando o nevoeiro «levanta». Se o Sol é visível, o seu contorno está bem definido, podendo observar-se um halo em sua volta (ver cirrostratus) se as temperaturas forem suficientemente baixas.

## Galeria

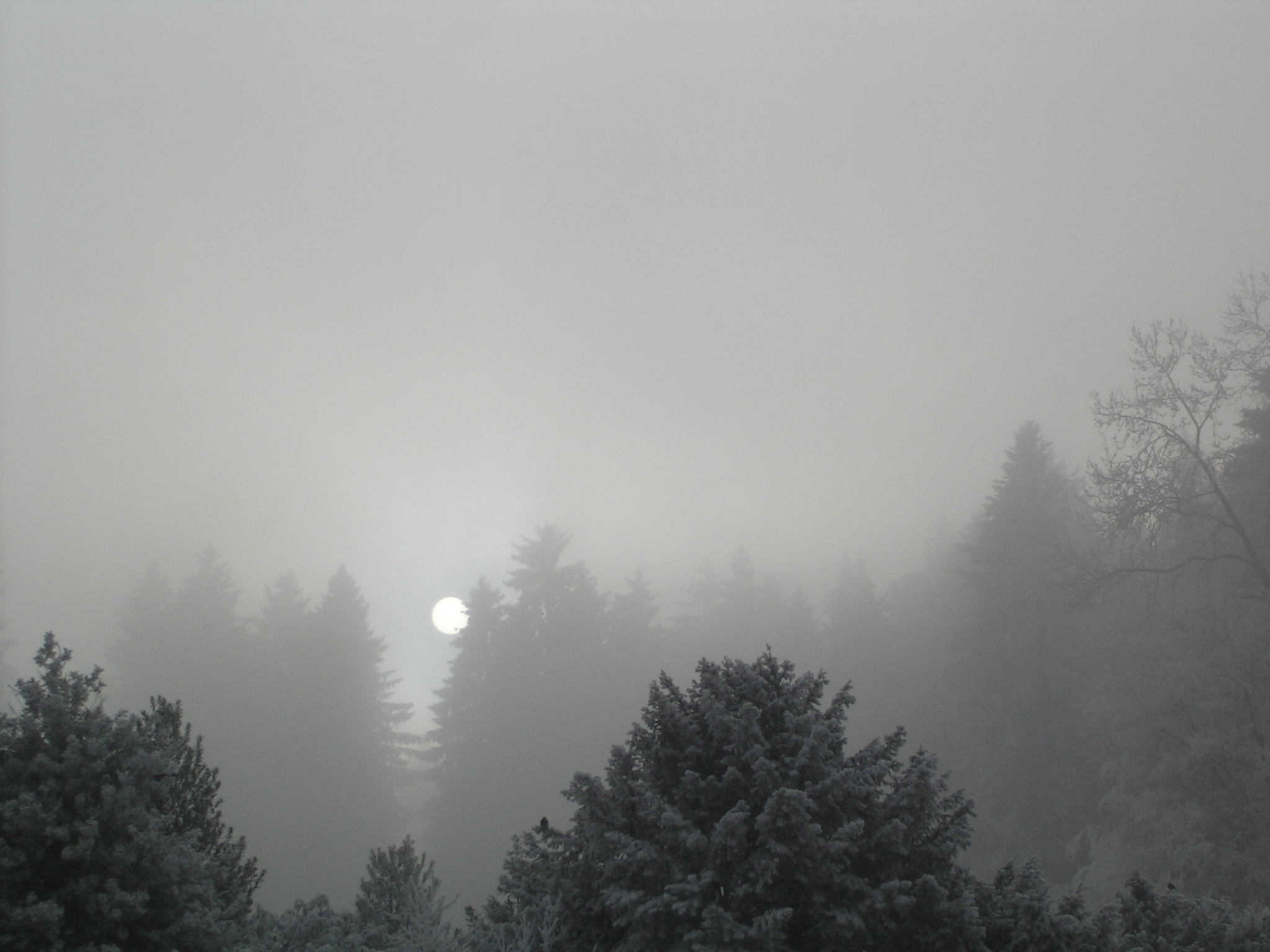
Stratus nebulosus
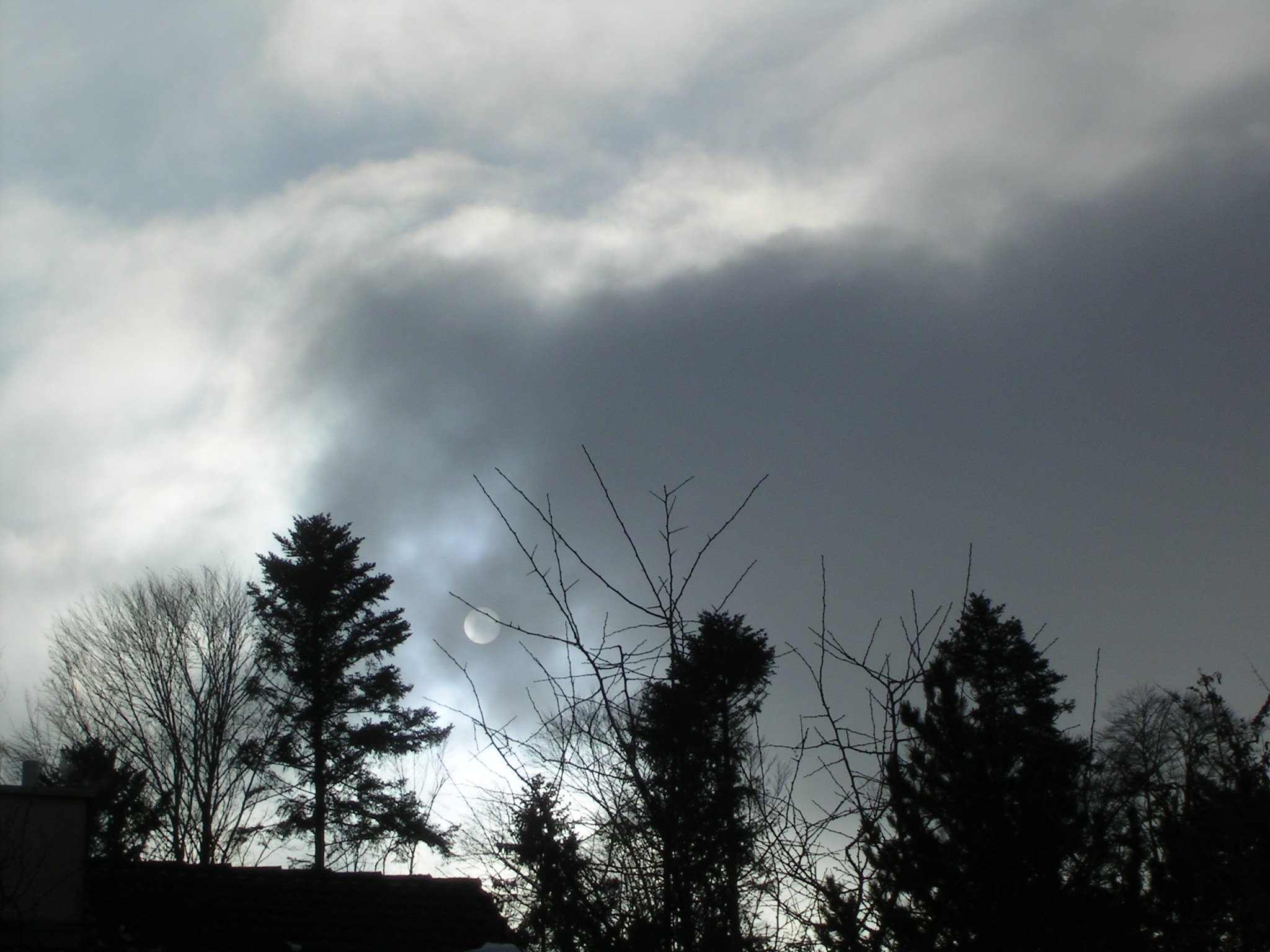
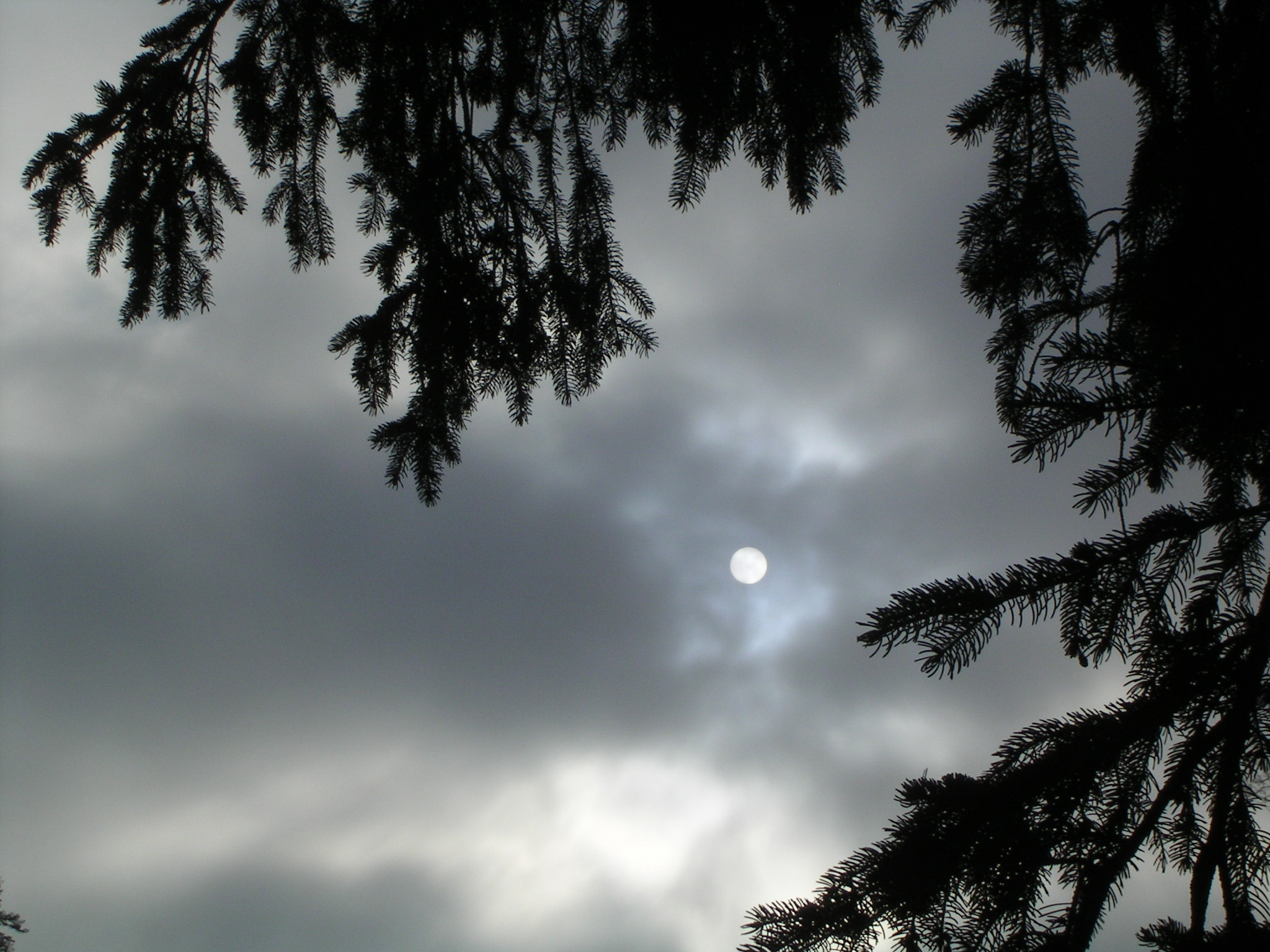
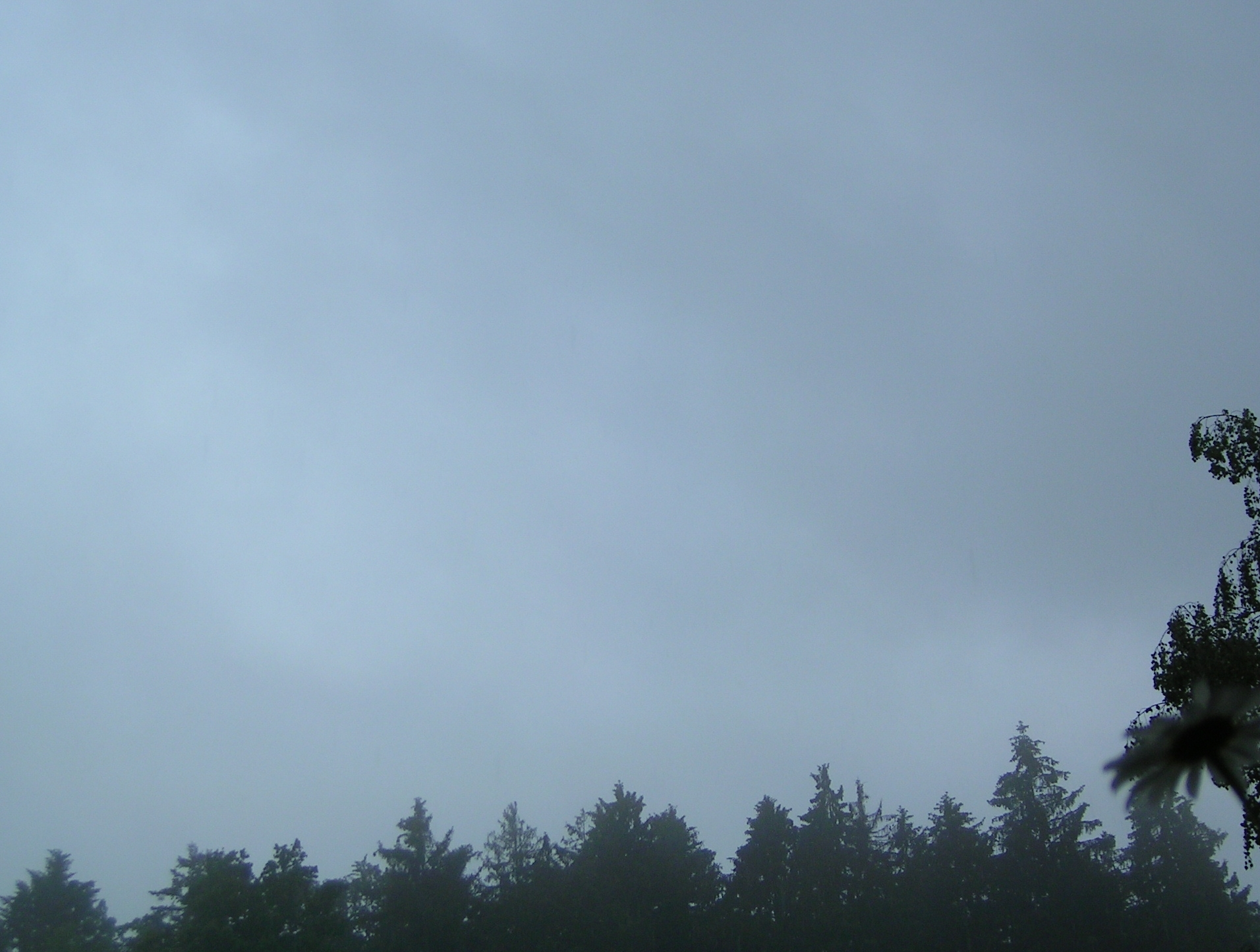
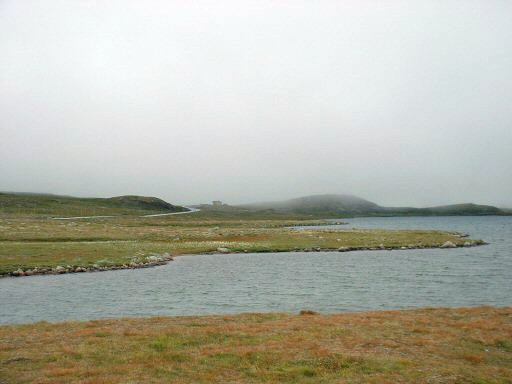
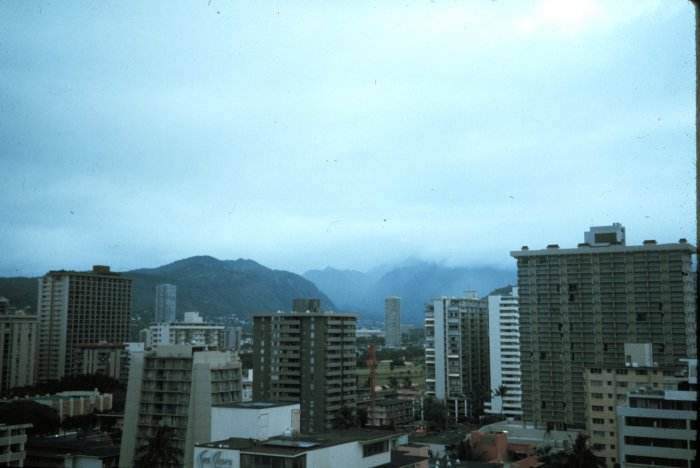